# إد هيوز (لاعب كرة قاعدة)
إد هيوز (بالإنجليزية: Ed Hughes) هو لاعب كرة قاعدة أمريكي، ولد في 5 أكتوبر 1880 في شيكاغو في الولايات المتحدة، وتوفي في 14 أكتوبر 1927 في ماكهنري في الولايات المتحدة.